# 蘇光訓
蘇光訓（?—?）為新化知名的[「蘇家古厝」]來台第三代，亦是遜清武秀才，生卒年不詳。傳聞稱其力大無窮，可雙手各舉出重達百斤石臼，且目前石臼尚在。其堂兄即為日治時期玉井「噍吧哖事件」抗日志士[蘇有志]。
其父為蘇家來台第二代蘇振德朝，廷封為授鄉欽賓，妻嚴氏甜娘(封孺人)、謝氏緣娘(封孺人)，有四子(蘇樹、蘇葉、蘇誥、蘇本)，蘇誥即蘇光訓，故居就是新化知名的[「蘇家古厝」]。